# ONE Friday Fights 16
ONE Friday Fights 16: ET vs. Kongthoranee (también conocido como ONE Lumpinee 16) fue un evento de deportes de combate producido por ONE Championship llevado a cabo el 12 de mayo de 2023, en el Lumpinee Boxing Stadium en Bangkok, Tailandia.

## Historia
El evento fue encabezado por una pelea de muay thai de peso pactado entre  ET Tded99 y Kongthoranee Sor Sommai.

## Bonificaciones
Los siguientes peleadores recibieron bonos de ฿350.000.
- Actuación de la Noche: Petjeeja Lukjaoporongtom, Samurai Seeopal, Sulaiman Looksuan, Yodphupa Wimanair, Huo Xiaolong, Numpangna Eaglemuaythai y Moris Boleyan